# Ron Funches
Ron Funches (Gardena, California, 12 de marzo de 1983) es un actor estadounidense conocido por sus papeles en Trolls, Undateable, 6 Underground y Once Upon a Time in Venice.

## Vida personal
Ronald Kyle Funches nació el 12 de marzo de 1983 en Gardena, California, pero se crio, viviendo junto a su madre (trabajadora social) y a su hermana, en Chicago.
A pesar de su temprano interés por la comedia, no era disruptor en clase, si bien sí que era considerado divertido por sus compañeros. De hecho, era bastante poplar, si bien él pensaba lo contrario.
Luego se fueron a vivir a Salem (Oregón), cuando él tenía 13 años, debido a que su madre ya no podía permitirse que siguieran acudiendo al colegio privado en el que estaban. Allí, estuvo viviendo con su padre.
Siempre ha sido muy aficionado al cannabis y a los videojuegos.
Se casó a los 20 años, matrimonio del que surgió un hijo, Malcolm Funches. Cuando el niño tenía dos años, le diagnosticaron autismo.
Se divorció de su mujer en 2012.
En 2014, se concienció de la necesidad de perder peso, haciendo ejercicio y dejando el azúcar, llegó a perder 50 kilos.
En 2019, se comprometió, y vive en Los Ángeles con su prometida y su hijo.

## Carrera
Su primer papel importante en televisión fue en 2014. Y, su primer papel en una película fue en 2015.

### Comedia
Siempre había estado interesado en la comedia y había querido intentar hacer monólogos disfrutando al ver los programas cómicos.
Empezó a hacer monólogos en 2006. Empezó a labrarse un nombre en Portland, logrando un gran reconocimiento, pero, en 2012, decide mudarse a Los Ángeles, considerando que allí ya no podía crecer más.
Asegura que le gusta ser el peor cómico de un espectáculo, porque eso le da margen para mejorar y aprender.
Utiliza el tema del autismo en sus monólogos, considerando que es más fácil bromear sobre algo que realmente te importa.

## Filmografía

### Actor

#### Películas
| Año  | Título                                   | Papel                         | Notas                      |
| ---- | ---------------------------------------- | ----------------------------- | -------------------------- |
| 2014 | Night Night with Ron Funches             |                               | Cortos                     |
| 2014 | Night Night with Ron Funches Ep. 2       |                               | Cortos                     |
| 2015 | Movie Mind Machine                       | Ron                           | Cortos                     |
| 2015 | Bridgit Mendler: Undateable              |                               | Cortos                     |
| 2015 | Get Hard                                 | Jojo                          |                            |
| 2015 | Climate Change Deniers' Anthem           | Miembro de los Fat Boys       | Corto directo a vídeo      |
| 2016 | Trolls                                   | Cooper (voz)                  |                            |
| 2017 | Trolls: Coopers Colorful Guide to Trolls | Cooper (voz)                  | Corto directo a vídeo      |
| 2017 | Once Upon a Time in Venice               | Mocha                         |                            |
| 2017 | Puss in Book: Trapped in an Epic Tale    | Fartholomew Fishflinger (voz) | Corto                      |
| 2017 | Killing Hasselhoff                       | Bill                          |                            |
| 2017 | The Babysitter                           | Sr. Davis                     | No aparece en los créditos |
| 2019 | Jexi                                     | Craig                         |                            |
| 2019 | Noelle                                   | Elfo Mortimer                 |                            |
| 2019 | Christmas Magic                          |                               | Corto directo a vídeo      |
| 2019 | 6 Underground                            | Orador en el funeral          |                            |
| 2020 | Sylvie's Love                            | Tank                          |                            |
| 2020 | Trolls World Tour                        | Cooper (voz)                  |                            |
| 2020 | Underlings                               | Sal (voz)                     |                            |
| 2020 | Golden Arm                               | Carl                          |                            |
| 2021 | Cicada 3301                              | Avi                           |                            |
| 2023 | 80 for Brady                             | Chip                          |                            |
| 2023 | Good Burger 2                            | Jimathy                       |                            |
| 2023 | Trolls Band Together                     | Cooper (voz)                  |                            |
| 2024 | Inside Out 2                             | Bloofy (Voz)                  |                            |

* Fuente: Imdb

#### Series
| Año             | Título                                        | Papel                             | Notas                                                           |
| --------------- | --------------------------------------------- | --------------------------------- | --------------------------------------------------------------- |
| 2011            | Portlandia                                    | Jugador de béisbol                | Episodio "Baseball"                                             |
| 2013            | New Girl                                      | Músico callejero                  | Episodio "First Date                                            |
| 2013            | $5,000 Video                                  |                                   | Corto para televisión                                           |
| 2013            | Dead Kevin                                    | Rey sintecho                      | Episodio "How Not to Rob a Liquor Store"                        |
| 2013            | Crash & Bernstein                             | Roland                            | 5 episodios                                                     |
| 2014            | Enlisted                                      | Soldado Huggins                   | Episodio "Pilot"                                                |
| 2014            | Selfie                                        | Wayne                             | Episodio "Traumatic Party Stress Disorder"                      |
| 2014            | Mulaney                                       | Rodney                            | Episodio "It's a Wonderful Home Alone"                          |
| 2014-2015       | Kroll Show                                    | Él mismo                          | 4 episodios                                                     |
| 2014-2016       | Undateable                                    | Shelly                            | 36 episodios                                                    |
| 2014-2016       | Drunk History                                 | Varios                            | 3 episodios                                                     |
| 2014-2019       | Bob's Burgers                                 | Patrick / Tim / Horseplay (voces) | 3 episodios                                                     |
| 2015            | Cougar Town                                   | Marty                             | Episodio "To Find a Friend"                                     |
| 2015            | BoJack Horseman                               | Granjero de Gentle Farms (voz)    | Episodio "Chickens"                                             |
| 2015            | The Adventures of Puss in Boots               | Fartholomew Fishflinger (voz)     | Serie de cortos para televisión Episodio "Mouse"                |
| 2015            | Adventure Time                                | El bufón                          | 2 episodios                                                     |
| 2015            | Conan                                         | Cliente de restaurante            | Episodio "The Cast of 'Star Wars: The Force Awakens'"           |
| 2015            | The Sixth Lead                                | Él mismo                          | Miniserie de cortos para televisión Episodio "The Perfect Joke" |
| 2016            | Donald Trump's The Art of the Deal: The Movie | Chico gordo                       | Película para televisión                                        |
| 2016            | Great Minds with Dan Harmon                   | Idi Amin                          | Episodio "Idi Amin"                                             |
| 2016            | Another period                                | Compañero de celda de Hamish      | 2 episodios                                                     |
| 2016            | La guardia del león                           | Ajabu (voz)                       | Episodio "The Imaginary Okapi"                                  |
| 2016            | Transparent                                   | Fredrick                          | Episodio "Elizah"                                               |
| 2016            | HarmonQuest                                   | Capitán Ribs Sanchez (voz)        | Episodio "Across the Dernum Sea"                                |
| 2016-2017       | Future-Worm!                                  | El Final de los tTiempos (voz)    | 2 episodios                                                     |
| 2016-2018       | Home: Adventures with Tip & Oh                | Sharzod (voz)                     | Serie de cortos para televisión 13 episodios                    |
| 2016-2018       | Take my wife                                  | Ron                               | 3 episodios                                                     |
| 2017            | Drive Share                                   | Nicky Nitro                       | Episodio "The Light Source"                                     |
| 2017            | Black-ish                                     | Ledarius                          | Episodio "I'm a Survivor"                                       |
| 2017            | Noches con Platanito                          | Varios                            |                                                                 |
| 2017            | Powerless                                     | Ron                               | 12 episodios                                                    |
| 2017            | Los Goldberg                                  | Froy                              | Episodio "Weird Science"                                        |
| 2017            | We Bare Bears                                 | Wyatt                             | Episodio "Road Trip"                                            |
| 2017            | Curb Your Enthusiasm                          | Pasajero de autobús               | Episodio "Namaste"                                              |
| 2017            | Future Man                                    | Ray                               | Episodio "Pilot"                                                |
| 2017            | Do You Want to See a Dead Body?               | Terry                             | Episodio "A Body and a Plane (with Alexandra Daddario)"         |
| 2017            | Trolls Holiday                                | Cooper (voz)                      | Cortos para televisión                                          |
| 2017            | Home: For the Holiday                         | Sharzod                           | Cortos para televisión                                          |
| 2018            | Highly Gifted                                 | Jerry                             | 5 episodios                                                     |
| 2018            | A.P. Bio                                      | Hans                              | Episodio "Rosemary's Boyfriend"                                 |
| 2018-2019       | OK K.O.! Let's Be Heroes                      | Sparko                            | 5 episodios                                                     |
| 2018-2019       | Trolls: The Beat Goes On!                     | Cooper (voz)                      | Serie de cortos para televisión 45 episodios                    |
| 2019            | Lucky                                         | Sammy (voz)                       | Corto para televisión                                           |
| 2019            | Man with a Plan                               | Funchy                            | 3 episodios                                                     |
| 2019            | Twelve Forever                                | Manguin (voz)                     | Episodio "Manguin Forever"                                      |
| 2019            | El tren infinito                              | Khaki Bottoms                     | Episode "The Ball Pit Car"                                      |
| 2019            | Final Space                                   | Fox                               | 13 episodios                                                    |
| 2019-actualidad | Harley Quinn                                  | King Shark                        | 15 episodios                                                    |
| Por determinar  | Scroll Wheel of Time                          | James Brown                       | Episodio "James Brown" En proceso de grabación                  |

* Fuente: Imdb

### Videojuegos
| Año  | Título           | Papel          |
| ---- | ---------------- | -------------- |
| 2018 | Thief of Thieves | Hartford (voz) |

* Fuente: Imdb

### Guionista
| Año       | Título                             | Notas        |
| --------- | ---------------------------------- | ------------ |
| 2013-2014 | Kroll Show                         | 11 episodios |
| 2014      | No Pun Intendo                     | Creador      |
| 2014      | Night Night with Ron Funches       |              |
| 2014      | Night Night with Ron Funches Ep. 2 |              |
| 2014-2015 | The Eric Andre Show                | 10 episodios |
| 2018      | Laugh Factory                      | 2 episodios  |

* Fuente: Imdb

### Bandas sonoras interpretadas
| Año  | Título                         | Canción                                         | Notas                                                          |
| ---- | ------------------------------ | ----------------------------------------------- | -------------------------------------------------------------- |
| 2016 | La guardia del león            | You're Gonna Love it Right Here                 | Episodio "The Imaginary Okapi"                                 |
| 2016 | Trolls                         | Hair Up                                         |                                                                |
| 2016 | Trolls                         | Move Your Feet, D.A.N.C.E., It's A Sunshine Day |                                                                |
| 2016 | Trolls                         | I'm Coming Out, Mo Money Mo Problems            |                                                                |
| 2016 | Trolls                         | Can't Stop the Feeling!                         |                                                                |
| 2017 | Trolls Holiday                 | Love Train                                      |                                                                |
| 2017 | Trolls Holiday                 | Holiday                                         |                                                                |
| 2017 | Trolls Holiday                 | Holiday Presentation Song                       |                                                                |
| 2017 | Powerless                      | Since U Been Gone                               | Episodio "Emergency Punch-Up" No aparece en los créditos       |
| 2017 | Everything Wrong with...       | Hair Up                                         | Episodio "Everything Wrong with Trolls in 18 Minutes or Less " |
| 2017 | Home: Adventures with Tip & Oh | Detective Kyle                                  | Episodio "Dang You Saved My Life/Boovsland Noir"               |

* Fuente: Imdb

## Reconocimientos
En 2012, Esquire le consideró uno de los mejores nuevos monologuistas del año.